# Campeonato Sudamericano de Fútbol Sub-20 de 2015
El XXVII Campeonato Sudamericano Sub-20 «Juventud de América», conocido también como Preolímpico Sudamericano Sub-20 2015, fue un torneo de fútbol para selecciones sub-20 de América del Sur (Conmebol). El torneo se realizó en Uruguay del 14 de enero al 7 de febrero de 2015.
Argentina, Colombia, Uruguay y Brasil se clasificaron a la Copa Mundial de Fútbol Sub-20 de 2015 en Nueva Zelanda. Argentina y Brasil, clasificado como país anfitrión, se clasificaron para los Juegos Olímpicos de Río de Janeiro 2016 y Colombia disputará un partido de repechaje con un representante de la Concacaf para obtener la clasificación olímpica. El torneo también otorgó cuatro plazas para los Juegos Panamericanos de 2015, que fueron ocupadas por Uruguay, Brasil, Perú y Paraguay. Fue la última edición del Campeonato Sudamericano sub-20 que sirvió como clasificatorio para los Juegos Olímpicos, dado que para Tokio 2020 la Conmebol reeditaría el Torneo Preolímpico Sudamericano Sub-23.

## Organización

### Sedes
| Montevideo                      | Montevideo Maldonado Colonia | Montevideo Maldonado Colonia | Montevideo                       |
| Estadio Centenario              | Montevideo Maldonado Colonia | Montevideo Maldonado Colonia | Estadio Gran Parque Central      |
| Capacidad: 65.000               | Montevideo Maldonado Colonia | Montevideo Maldonado Colonia | Capacidad: 26.500                |
|                                 | Montevideo Maldonado Colonia | Montevideo Maldonado Colonia |                                  |
| Maldonado                       | Montevideo Maldonado Colonia | Montevideo Maldonado Colonia | Colonia                          |
| Estadio Domingo Burgueño Miguel | Montevideo Maldonado Colonia | Montevideo Maldonado Colonia | Estadio Profesor Alberto Suppici |
| Capacidad: 23.000               | Montevideo Maldonado Colonia | Montevideo Maldonado Colonia | Capacidad: 15.000                |
|                                 | Montevideo Maldonado Colonia | Montevideo Maldonado Colonia |                                  |

### Mascota
«Batú» es la mascota oficial del Sudamericano Sub-20 Uruguay 2015. Se trata un perro cimarrón, que está vestido con una remera celeste, en alusión al equipo local, Uruguay. El diseñador de la mascota fue Felipe Vece.
Fernando González, diseñador gráfico, exhibió el logo oficial del Sudamericano Uruguay 2015.
La mascota fue presentada oficialmente el día 29 de septiembre de 2014, en una ceremonia organizada por la Confederación Sudamericana de Fútbol (Conmebol). En esa misma ceremonia, se realizó el sorteo del torneo.
Además, en las redes sociales se publicaron imágenes y videos del animal.

## Equipos participantes
Participan las diez selecciones nacionales de fútbol afiliadas a la Conmebol.
| Equipos participantes | Equipos participantes | Equipos participantes | Equipos participantes | Equipos participantes |
| --------------------- | --------------------- | --------------------- | --------------------- | --------------------- |
| Argentina             | Bolivia               | Brasil                | Chile                 | Colombia              |
| Ecuador               | Paraguay              | Perú                  | Uruguay               | Venezuela             |

### Sorteo
El sorteo se realizó el 29 de septiembre de 2014 en las instalaciones del Hipódromo Nacional del barrio Maroñas en la ciudad de Montevideo. El Departamento de Competencias de la Conmebol determinó los siguientes emparejamientos para el sorteo:
| Cabezas de serie | Bombo 2          | Bombo 3          | Bombo 4    | Bombo 5           |
| ---------------- | ---------------- | ---------------- | ---------- | ----------------- |
| Argentina Brasil | Paraguay Uruguay | Colombia Ecuador | Chile Perú | Bolivia Venezuela |

Luego del sorteo los grupos quedaron conformados de la siguiente manera:
| Grupo A                                 | Grupo B                                 |
| --------------------------------------- | --------------------------------------- |
| Argentina Paraguay Ecuador Perú Bolivia | Brasil Uruguay Colombia Chile Venezuela |

## Árbitros
Estos fueron los árbitros y árbitros asistentes confirmados para la competición, hubo árbitros de todos los países participantes.
| - Argentina: Mauro Vigliano - Ezequiel Brailovsky (asistente) - Bolivia: Alejandro Mancilla - Wilson Arellano (asistente) - Brasil: Ricardo Marqués - Kleber Gil (asistente) - Chile: Julio Bascuñán - Marcelo Barraza (asistente) - Colombia: Adrián Vélez - Wilmar Navarro (asistente) | - Ecuador: Roddy Zambrano - Luis Vera (asistente) - Paraguay: Enrique Cáceres - Milcíades Saldívar (asistente) - Perú: Diego Haro - Braulio Cornejo (asistente) - Uruguay: Andrés Cunha - Nicolás Taran (asistente) - Venezuela: José Argote - Jairo Romero (asistente) |

## Fechas y resultados

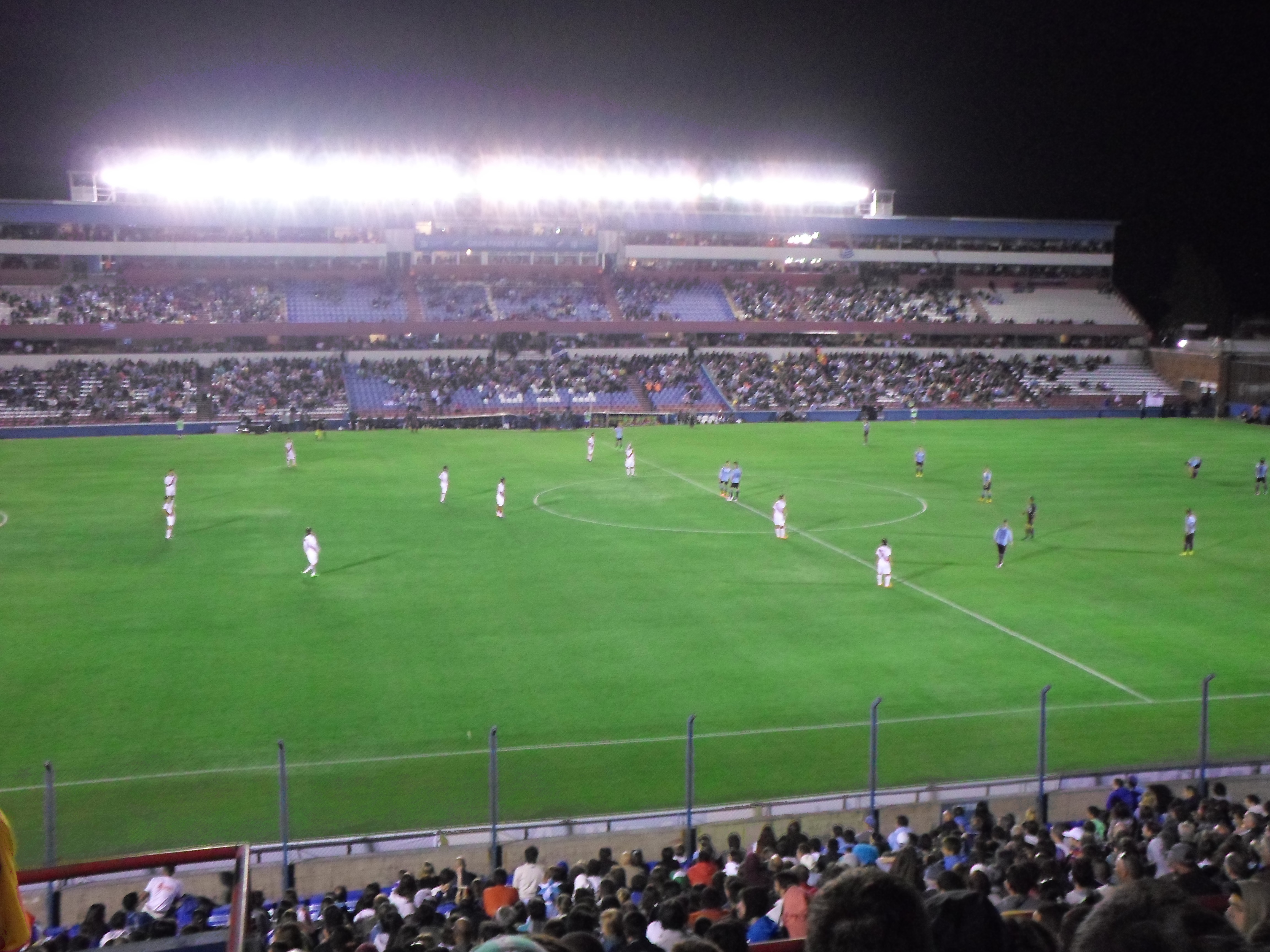
Imagen de un partido por el hexagonal final, entre Uruguay y Perú.

- Los horarios corresponden a la hora de verano del Uruguay (UTC-2)

### Primera fase
Los 10 equipos participantes en la primera fase se dividieron en 2 grupos de 5 equipos cada uno. Luego de una liguilla simple (a una sola rueda de partidos), pasaran a segunda ronda los equipos que ocupen las posiciones primera, segunda y tercera de cada grupo.
En caso de empate en puntos en cualquiera de las posiciones, la clasificación se determinará siguiendo en orden los siguientes criterios:
- Diferencia de goles.
- Cantidad de goles marcados.
- El resultado del partido jugado entre los empatados.
- Por sorteo.

#### Grupo A
| Equipo    | Pts | PJ | PG | PE | PP | GF | GC | Dif |
| --------- | --- | -- | -- | -- | -- | -- | -- | --- |
| Argentina | 9   | 4  | 3  | 0  | 1  | 14 | 5  | 9   |
| Paraguay  | 7   | 4  | 2  | 1  | 1  | 7  | 5  | 2   |
| Perú      | 7   | 4  | 2  | 1  | 1  | 6  | 7  | -1  |
| Ecuador   | 6   | 4  | 2  | 0  | 2  | 9  | 8  | 1   |
| Bolivia   | 0   | 4  | 0  | 0  | 4  | 2  | 13 | -11 |

|  | Clasificado para el Hexagonal Final. |

##### Fecha 1
| 14 de enero de 2015, 20:00 | Argentina                                                    | 5:2 (5:1) | Ecuador                 | Estadio Profesor Alberto Suppici, Colonia |                             |
|                            | Simeone 5' 42' · Correa 20' · Martínez 32' · Monteseirín 39' | Reporte   | Cevallos 22' 85' (pen.) | Árbitro(s): Ricardo Marques               | Árbitro(s): Ricardo Marques |

| Uniformes | Uniformes |
| --------- | --------- |
|           |           |

| 14 de enero de 2015, 22:10 | Paraguay                                      | 4:2 (2:1) | Bolivia                | Estadio Profesor Alberto Suppici, Colonia |                          |
|                            | Viera 4' · Díaz 23' · Araújo 55' · Medina 90' | Reporte   | Iragua 38' · Pinto 49' | Árbitro(s): Andrés Cunha                  | Árbitro(s): Andrés Cunha |

| Uniformes | Uniformes |
| --------- | --------- |
|           |           |

- Equipo libre:  Perú.

##### Fecha 2
| 16 de enero de 2015, 20:00 | Argentina | 0:1 (0:1) | Paraguay  | Estadio Profesor Alberto Suppici, Colonia |                          |
|                            |           | Reporte   | Cañete 6' | Árbitro(s): Adrián Vélez                  | Árbitro(s): Adrián Vélez |

| Uniformes | Uniformes |
| --------- | --------- |
|           |           |

| 16 de enero de 2015, 22:10 | Ecuador | 0:2 (0:0) | Perú           | Estadio Profesor Alberto Suppici, Colonia |                            |
|                            |         | Reporte   | Succar 46' 76' | Árbitro(s): Julio Bascuñán                | Árbitro(s): Julio Bascuñán |

| Uniformes | Uniformes |
| --------- | --------- |
|           |           |

- Equipo libre:  Bolivia.

##### Fecha 3
| 18 de enero de 2015, 20:00 | Argentina                                                                           | 6:2 (4:0) | Perú                              | Estadio Profesor Alberto Suppici, Colonia |                          |
|                            | Prieto 23' (a.g.) · Bernaola 27' (a.g.) · Correa 32' · Simeone 41' 89' · Suárez 78' | Reporte   | Gonzáles-Vigil 73' · Da Silva 74' | Árbitro(s): Andrés Cunha                  | Árbitro(s): Andrés Cunha |

| Uniformes | Uniformes |
| --------- | --------- |
|           |           |

| 18 de enero de 2015, 22:10 | Ecuador                                             | 5:0 (2:0) | Bolivia | Estadio Profesor Alberto Suppici, Colonia |                         |
|                            | Cevallos 34' 40' · Burbano 50' · Parrales 87' 90+1' | Reporte   |         | Árbitro(s): José Argote                   | Árbitro(s): José Argote |

| Uniformes | Uniformes |
| --------- | --------- |
|           |           |

- Equipo libre:  Paraguay.

##### Fecha 4
| 20 de enero de 2015, 20:00 | Paraguay      | 1:2 (0:1) | Ecuador                 | Estadio Profesor Alberto Suppici, Colonia |                             |
|                            | Santacruz 68' | Reporte   | Parrales 6' · Cangá 88' | Árbitro(s): Ricardo Marques               | Árbitro(s): Ricardo Marques |

| Uniformes | Uniformes |
| --------- | --------- |
|           |           |

| 20 de enero de 2015, 22:10 | Bolivia | 0:1 (0:0) | Perú         | Estadio Profesor Alberto Suppici, Colonia |                          |
|                            |         | Reporte   | Da Silva 69' | Árbitro(s): Adrián Vélez                  | Árbitro(s): Adrián Vélez |

| Uniformes | Uniformes |
| --------- | --------- |
|           |           |

- Equipo libre:  Argentina.

##### Fecha 5
| 22 de enero de 2015, 20:00 | Argentina                    | 3:0 (2:0) | Bolivia | Estadio Profesor Alberto Suppici, Colonia |                         |
|                            | Simeone 5' 12' · Cardozo 72' | Reporte   |         | Árbitro(s): José Argote                   | Árbitro(s): José Argote |

| Uniformes | Uniformes |
| --------- | --------- |
|           |           |

| 22 de enero de 2015, 22:10 | Paraguay     | 1:1 (1:1) | Perú       | Estadio Profesor Alberto Suppici, Colonia |                            |
|                            | Amarilla 30' | Reporte   | Succar 24' | Árbitro(s): Julio Bascuñán                | Árbitro(s): Julio Bascuñán |

| Uniformes | Uniformes |
| --------- | --------- |
|           |           |

- Equipo libre:  Ecuador.

#### Grupo B
| Equipo    | Pts | PJ | PG | PE | PP | GF | GC | Dif |
| --------- | --- | -- | -- | -- | -- | -- | -- | --- |
| Uruguay   | 9   | 4  | 3  | 0  | 1  | 9  | 2  | 7   |
| Brasil    | 9   | 4  | 3  | 0  | 1  | 6  | 4  | 2   |
| Colombia  | 6   | 4  | 2  | 0  | 2  | 5  | 3  | 2   |
| Venezuela | 3   | 4  | 1  | 0  | 3  | 1  | 5  | -4  |
| Chile     | 3   | 4  | 1  | 0  | 3  | 4  | 11 | -7  |

|  | Clasificado para el Hexagonal Final. |

##### Fecha 1
| 15 de enero de 2015, 20:00 | Brasil            | 2:1 (1:0) | Chile      | Estadio Domingo Burgueño Miguel, Maldonado |                             |
|                            | Guilherme 43' 46' | Reporte   | Cuevas 81' | Árbitro(s): Enrique Cáceres                | Árbitro(s): Enrique Cáceres |

| Uniformes | Uniformes |
| --------- | --------- |
|           |           |

| 15 de enero de 2015, 22:10 | Uruguay         | 1:0 (0:0) | Colombia | Estadio Domingo Burgueño Miguel, Maldonado |                            |
|                            | Arambarri 90+1' | Reporte   |          | Árbitro(s): Mauro Vigliano                 | Árbitro(s): Mauro Vigliano |

| Uniformes | Uniformes |
| --------- | --------- |
|           |           |

- Equipo libre:  Venezuela.

##### Fecha 2
| 17 de enero de 2015, 20:00 | Chile                      | 2:0 (1:0) | Venezuela | Estadio Domingo Burgueño Miguel, Maldonado |                        |
|                            | Echeverría 6' · Cuevas 59' | Reporte   |           | Árbitro(s): Diego Haro                     | Árbitro(s): Diego Haro |

| Uniformes | Uniformes |
| --------- | --------- |
|           |           |

| 17 de enero de 2015, 22:10 | Uruguay                     | 2:0 (1:0) | Brasil | Estadio Domingo Burgueño Miguel, Maldonado |                            |
|                            | Pereiro 28' · Arambarri 59' | Reporte   |        | Árbitro(s): Roddy Zambrano                 | Árbitro(s): Roddy Zambrano |

| Uniformes | Uniformes |
| --------- | --------- |
|           |           |

- Equipo libre:  Colombia.

##### Fecha 3
| 19 de enero de 2015, 20:00 | Chile | 0:3 (0:1) | Colombia                           | Estadio Domingo Burgueño Miguel, Maldonado |                             |
|                            |       | Reporte   | Borré 12' · Lucumí 75' · Otero 81' | Árbitro(s): Enrique Cáceres                | Árbitro(s): Enrique Cáceres |

| Uniformes | Uniformes |
| --------- | --------- |
|           |           |

| 19 de enero de 2015, 22:10 | Brasil                    | 2:0 (0:0) | Venezuela | Estadio Domingo Burgueño Miguel, Maldonado |                                |
|                            | Kennedy 74' · Gabriel 78' | Reporte   |           | Árbitro(s): Alejandro Mancilla             | Árbitro(s): Alejandro Mancilla |

| Uniformes | Uniformes |
| --------- | --------- |
|           |           |

- Equipo libre:  Uruguay.

##### Fecha 4
| 21 de enero de 2015, 20:00 | Colombia   | 1:0 (0:0) | Venezuela | Estadio Domingo Burgueño Miguel, Maldonado |                            |
|                            | Lucumí 60' | Reporte   |           | Árbitro(s): Roddy Zambrano                 | Árbitro(s): Roddy Zambrano |

| Uniformes | Uniformes |
| --------- | --------- |
|           |           |

| 21 de enero de 2015, 22:10 | Uruguay                                                             | 6:1 (3:0) | Chile          | Estadio Domingo Burgueño Miguel, Maldonado |                            |
|                            | Acosta 19' 45' · Cotugno 23' · Pereiro 67' · Amaral 82' · Faber 88' | Reporte   | Echeverría 85' | Árbitro(s): Mauro Vigliano                 | Árbitro(s): Mauro Vigliano |

| Uniformes | Uniformes |
| --------- | --------- |
|           |           |

- Equipo libre:  Brasil.

##### Fecha 5
| 23 de enero de 2015, 20:00 | Brasil                      | 2:1 (1:0) | Colombia    | Estadio Domingo Burgueño Miguel, Maldonado |                        |
|                            | Thalles 43' · Guilherme 75' | Reporte   | Manotas 50' | Árbitro(s): Diego Haro                     | Árbitro(s): Diego Haro |

| Uniformes | Uniformes |
| --------- | --------- |
|           |           |

| 23 de enero de 2015, 22:10 | Uruguay | 0:1 (0:1) | Venezuela  | Estadio Domingo Burgueño Miguel, Maldonado |                                |
|                            |         | Reporte   | Moreno 27' | Árbitro(s): Alejandro Mancilla             | Árbitro(s): Alejandro Mancilla |

| Uniformes | Uniformes |
| --------- | --------- |
|           |           |

- Equipo libre:  Chile.

### Fase final
Argentina se coronó campeón por quinta vez en su historia, y por primera vez desde 2003, tras vencer a Uruguay 2-1 en el último partido. Clasificó así a la Copa Mundial y a los Juegos Olímpicos de Río de Janeiro 2016 tras una edición de ausencia en ambas competiciones. En el caso de los Juegos Olímpicos, la última vez que había obtenido cupo fue tras haber sido subcampeona del Campeonato Sudamericano en 2007, donde curiosamente también obtuvo la clasificación olímpica al ganarle a Uruguay.
| Equipo    | Pts | PJ | PG | PE | PP | GF | GC | Dif |
| --------- | --- | -- | -- | -- | -- | -- | -- | --- |
| Argentina | 13  | 5  | 4  | 1  | 0  | 10 | 2  | 8   |
| Colombia  | 9   | 5  | 2  | 3  | 0  | 7  | 2  | 5   |
| Uruguay   | 8   | 5  | 2  | 2  | 1  | 6  | 3  | 3   |
| Brasil    | 7   | 5  | 2  | 1  | 2  | 7  | 5  | 2   |
| Perú      | 3   | 5  | 1  | 0  | 4  | 5  | 14 | -9  |
| Paraguay  | 1   | 5  | 0  | 1  | 4  | 1  | 10 | -9  |

|  | Campeón. Clasificado para el Mundial Sub-20 2015 y los Juegos Olímpicos de Río de Janeiro 2016.                                                                         |
|  | Subcampeón. Clasificado para el Mundial Sub-20 2015 y a la repechaje para los Juegos Olímpicos de Río de Janeiro 2016 contra un representante de Concacaf.              |
|  | Clasificado para el Mundial Sub-20 2015 y los Juegos Panamericanos Toronto 2015. En el caso de Brasil también se clasifica a los Juegos Olímpicos por ser el anfitrión. |
|  | Clasificado para los Juegos Panamericanos Toronto 2015. |

##### Fecha 1
| 26 de enero de 2015, 17:50 | Argentina               | 2:0 (1:0) | Perú | Estadio Centenario, Montevideo |                             |
|                            | Simeone 1' · Correa 77' | Reporte   |      | Árbitro(s): Enrique Cáceres    | Árbitro(s): Enrique Cáceres |

| Uniformes | Uniformes |
| --------- | --------- |
|           |           |

| 26 de enero de 2015, 20:00 | Paraguay | 0:0     | Colombia | Estadio Centenario, Montevideo |                          |
|                            |          | Reporte |          | Árbitro(s): Andrés Cunha       | Árbitro(s): Andrés Cunha |

| Uniformes | Uniformes |
| --------- | --------- |
|           |           |

| 26 de enero de 2015, 22:10 | Uruguay | 0:0     | Brasil | Estadio Centenario, Montevideo |                            |
|                            |         | Reporte |        | Árbitro(s): Julio Bascuñán     | Árbitro(s): Julio Bascuñán |

| Uniformes | Uniformes |
| --------- | --------- |
|           |           |

##### Fecha 2
| 29 de enero de 2015, 17:50 | Paraguay | 0:2 (0:0) | Brasil                   | Estadio Gran Parque Central, Montevideo |                        |
|                            |          | Reporte   | Yuri 65' · Guilherme 77' | Árbitro(s): Diego Haro                  | Árbitro(s): Diego Haro |

| Uniformes | Uniformes |
| --------- | --------- |
|           |           |

| 29 de enero de 2015, 20:00 | Argentina       | 1:1 (0:0) | Colombia    | Estadio Gran Parque Central, Montevideo |                            |
|                            | Compagnucci 88' | Reporte   | Barrera 50' | Árbitro(s): Roddy Zambrano              | Árbitro(s): Roddy Zambrano |

| Uniformes | Uniformes |
| --------- | --------- |
|           |           |

| 29 de enero de 2015, 22:10 | Uruguay                                  | 3:1 (1:0) | Perú         | Estadio Gran Parque Central, Montevideo |                            |
|                            | Acosta 28' · Pereiro 56' · Arambarri 78' | Reporte   | Ugarriza 67' | Árbitro(s): Mauro Vigliano              | Árbitro(s): Mauro Vigliano |

| Uniformes | Uniformes |
| --------- | --------- |
|           |           |

##### Fecha 3
| 1 de febrero de 2015, 17:45 | Perú       | 1:3 (1:2) | Colombia                     | Estadio Gran Parque Central, Montevideo |                         |
|                             | Succar 23' | Reporte   | Lucumí 25' 90+1' · Borré 40' | Árbitro(s): José Argote                 | Árbitro(s): José Argote |

| Uniformes | Uniformes |
| --------- | --------- |
|           |           |

| 1 de febrero de 2015, 20:00 | Argentina                 | 2:0 (0:0) | Brasil | Estadio Gran Parque Central, Montevideo |                          |
|                             | Rolón 86' · Contreras 89' | Reporte   |        | Árbitro(s): Andrés Cunha                | Árbitro(s): Andrés Cunha |

| Uniformes | Uniformes |
| --------- | --------- |
|           |           |

| 1 de febrero de 2015, 22:20 | Uruguay                  | 2:0 (2:0) | Paraguay | Estadio Gran Parque Central, Montevideo |                             |
|                             | Acosta 21' · Pereiro 37' | Reporte   |          | Árbitro(s): Ricardo Marques             | Árbitro(s): Ricardo Marques |

| Uniformes | Uniformes |
| --------- | --------- |
|           |           |

##### Fecha 4
| 4 de febrero de 2015, 17:50 | Perú | 0:5 (0:0) | Brasil                                                      | Estadio Centenario, Montevideo |                          |
|                             |      | Reporte   | Nathan 47' · Thalles 56' 62' · Malcom 71' · Léo Pereira 81' | Árbitro(s): Adrián Vélez       | Árbitro(s): Adrián Vélez |

| Uniformes | Uniformes |
| --------- | --------- |
|           |           |

| 4 de febrero de 2015, 20:00 | Argentina                   | 3:0 (1:0) | Paraguay | Estadio Centenario, Montevideo |                            |
|                             | Simeone 17' 78' · Rolón 48' | Reporte   |          | Árbitro(s): Julio Bascuñán     | Árbitro(s): Julio Bascuñán |

| Uniformes | Uniformes |
| --------- | --------- |
|           |           |

| 4 de febrero de 2015, 22:10 | Uruguay | 0:0     | Colombia | Estadio Centenario, Montevideo |                             |
|                             |         | Reporte |          | Árbitro(s): Enrique Cáceres    | Árbitro(s): Enrique Cáceres |

| Uniformes | Uniformes |
| --------- | --------- |
|           |           |

##### Fecha 5
| 7 de febrero de 2015, 17:50 | Paraguay | 1:3 (0:3) | Perú                                | Estadio Centenario, Montevideo |                            |
|                             | Díaz 84' | Reporte   | Peña 6' · Cossio 10' · Ugarriza 24' | Árbitro(s): Mauro Vigliano     | Árbitro(s): Mauro Vigliano |

| Uniformes | Uniformes |
| --------- | --------- |
|           |           |

| 7 de febrero de 2015, 20:00 | Brasil | 0:3 (0:0) | Colombia                          | Estadio Centenario, Montevideo |                            |
|                             |        | Reporte   | Barrera 57' · Rodríguez 73' 90+1' | Árbitro(s): Roddy Zambrano     | Árbitro(s): Roddy Zambrano |

| Uniformes | Uniformes |
| --------- | --------- |
|           |           |

| 7 de febrero de 2015, 22:10 | Uruguay    | 1:2 (1:1) | Argentina                | Estadio Centenario, Montevideo |                             |
|                             | Pereiro 7' | Reporte   | Driussi 35' · Correa 81' | Árbitro(s): Ricardo Marques    | Árbitro(s): Ricardo Marques |

| Uniformes | Uniformes |
| --------- | --------- |
|           |           |

| Argentina         |
| Campeón Argentina |
| Quinto título     |

## Repechaje intercontinental para los Juegos Olímpicos
Los partidos de repechaje se disputarán entre Colombia (que finalizó en el 2.º lugar de la competición mencionada) contra Estados Unidos (que finalizó tercero en el Preolímpico de Concacaf de 2015). Originalmente, el repechaje iba a consistir en un único partido a disputarse en Brasil. Sin embargo, en octubre de 2015, la Federación de Fútbol de los Estados Unidos anunció que la mencionada repechaje sería una serie a doble partido a ida y vuelta. Dichos encuentros se disputarán en la Fecha FIFA de marzo de 2016 con selecciones sub-23.
Colombia albergó el primer partido el 25 de marzo, mientras que la vuelta se disputó en Estados Unidos el 29 de marzo.
| 25 de marzo de 2016, 15:30 (UTC-5) | Colombia     | 1:1 (0:1) | Estados Unidos | Estadio Metropolitano, Barranquilla |                          |
|                                    | Quintero 68' | Reporte   | Gil 5'         | Árbitro(s): Cüneyt Çakır            | Árbitro(s): Cüneyt Çakır |

| Uniformes | Uniformes |
| --------- | --------- |
|           |           |

| 29 de marzo de 2016, 18:30 (UTC-7) | Estados Unidos     | 1:2 (0:1) | Colombia            | Estadio Toyota (Texas), Frisco |                             |
|                                    | Machado 57' (a.g.) | Reporte   | R. Martínez 30' 64' | Árbitro(s): Ravshan Irmatov    | Árbitro(s): Ravshan Irmatov |

| Uniformes | Uniformes |
| --------- | --------- |
|           |           |

- Colombia se clasificó para los Juegos Olímpicos de Río de Janeiro 2016.

## Clasificados a competencias intercontinentales
| Competencia                                      | Países clasificados                                           |
| ------------------------------------------------ | ------------------------------------------------------------- |
| Copa Mundial de Fútbol Sub-20 Nueva Zelanda 2015 | Argentina Colombia Uruguay Brasil                             |
| Juegos Olímpicos de Río de Janeiro 2016          | Brasil (anfitrión) Argentina Colombia (ganador del repechaje) |
| Juegos Panamericanos Toronto 2015                | Uruguay Brasil Perú Paraguay                                  |

## Estadísticas

### Clasificación general
La clasificación general indica la posición que cada selección nacional ocupó al finalizar el torneo; el rendimiento se obtiene de la relación entre los puntos obtenidos y los partidos jugados por las selecciones y se expresa en porcentajes.
La tabla está dividida según la fase alcanzada por cada selección nacional.
| Pos. | Selección | Gr. | Pts. | PJ | PG | PE | PP | GF | GC | Dif | Rend.  |
| ---- | --------- | --- | ---- | -- | -- | -- | -- | -- | -- | --- | ------ |
| 1    | Argentina | A   | 22   | 9  | 7  | 1  | 1  | 24 | 7  | +17 | 81.48% |
| 2    | Colombia  | B   | 15   | 9  | 4  | 3  | 2  | 12 | 5  | +7  | 55.56% |
| 3    | Uruguay   | B   | 17   | 9  | 5  | 2  | 2  | 15 | 5  | +10 | 62.96% |
| 4    | Brasil    | B   | 16   | 9  | 5  | 1  | 3  | 13 | 9  | +4  | 59.26% |
| 5    | Perú      | A   | 10   | 9  | 3  | 1  | 5  | 11 | 21 | -10 | 37.04% |
| 6    | Paraguay  | A   | 8    | 9  | 2  | 2  | 5  | 8  | 15 | -7  | 29.63% |
| 7    | Ecuador   | A   | 6    | 4  | 2  | 0  | 2  | 9  | 8  | 1   | 50%    |
| 8    | Venezuela | B   | 3    | 4  | 1  | 0  | 3  | 1  | 5  | –4  | 25%    |
| 9    | Chile     | B   | 3    | 4  | 1  | 0  | 3  | 4  | 11 | –7  | 25%    |
| 10   | Bolivia   | A   | 0    | 4  | 0  | 0  | 4  | 2  | 13 | –11 | 0%     |

### Goleadores
| Jugador          | Selección | Goles |
| ---------------- | --------- | ----- |
| Giovanni Simeone | Argentina | 9     |
| Gastón Pereiro   | Uruguay   | 5     |
| Ángel Correa     | Argentina | 4     |
| Franco Acosta    | Uruguay   | 4     |
| Jeison Lucumí    | Colombia  | 4     |
| Alexander Succar | Perú      | 4     |
| Marcos Guilherme | Brasil    | 4     |
| José Cevallos    | Ecuador   | 4     |
| Mauro Arambarri  | Uruguay   | 3     |
| Miguel Parrales  | Ecuador   | 3     |

### Asistencias
| Jugador           | Selección | Asistencias |
| ----------------- | --------- | ----------- |
| Rodrigo Amaral    | Uruguay   | 5           |
| Cristian Espinoza | Argentina | 4           |
| Leonardo Suárez   | Argentina | 4           |
| Facundo Castro    | Uruguay   | 4           |
| Tomás Martínez    | Argentina | 3           |
| Gerson            | Brasil    | 3           |
| Ángel Correa      | Argentina | 3           |